# Running Man (chương trình truyền hình)
Running Man (tiếng Hàn Quốc: 런닝맨) là chương trình tạp kỹ thực tế của Hàn Quốc, là một phần trong chương trình Good Sunday phát trên đài SBS. Chương trình được phát sóng lần đầu tiên vào ngày 11 tháng 7 năm 2010 và vẫn đang phát sóng tới hiện nay. Đây là một chương trình "hành động đô thị" chưa từng có và chương trình tập trung vào môi trường thành thị. Đây là chương trình với sự trở lại của Yoo Jae-suk sau khi anh rời chương trình Family Outing của Good Sunday trong tháng 2 năm 2010.
Running Man được phát sóng vào 5 giờ chiều (KST) trong những tập đầu và được chuyển sang phần 2 của Good Sunday (vào ngày 22 tháng 5 và 29 tháng 5 nhưng nhanh chóng chuyển trở lại do rating thấp), bắt đầu từ ngày 6 tháng 5 năm 2012 sau khi Kim Byung-man's Law of the Jungle 2 chiếu vào 6:10 pm KST để cạnh tranh với "1 Night 2 Days Season 2" trong chương trình Happy Sunday của KBS2 và "I Am A Singer 2" trong chương trình Sunday Night của MBC. Hiện nay Running Man đã đạt mốc hàng chục triệu lượt xem trên khắp châu Á cũng như trên toàn thế giới. Từ 1/1/2023, khung giờ phát sóng mới của Running Man sẽ là 18h20 KST. Running Man sớm được nổi tiếng và có sức ảnh hưởng lớn trên toàn thế giới, đặc biệt tại Châu Á, chương trình nổi tiếng nhanh chóng thông qua cá trang mạng và có nhiều fans và trở thành một chương trình Hàn lưu nổi tiếng ở Hàn Quốc, nhờ có fansub mà chương trình được dịch qua nhiều ngôn ngữ như Tiếng Anh, tiếng Tây Ban Nha, Pháp, Thái, Malaysia, Việt Nam, Indonesia, Ả Rập, Bồ Đào Nha và tiếng Brazil...
Năm 2016, Running Man được bầu chọn trong nước là chương trình được yêu thích thứ 3, sau chương trình Infinity Challenge và Radio Star, và là chương trình được yêu thích thứ 9 trên thế giới theo báo điện tử Business Insider uy tín của Mỹ sau các bộ phim truyền hình đình đám của Mỹ như Game of Thrones, Walking Dead, v.v...
Ngày 15 tháng 8 năm 2021, sau khi phát sóng tập 564 của chương trình, Running Man chính thức vượt Infinity Challenge và trở thành chương trình tạp kỹ dài nhất Hàn Quốc.

## Nội dung
Các thành viên chính thức của chương trình và khách mời cùng tham gia trò chơi và làm nhiệm vụ để giành chiến thắng trong mỗi cuộc đua. Chương trình đã thay đổi nhiều và tập trung nhiều hơn vào các trò chơi nằm mang lại sự giải trí cho người xem.

## Thành viên

### Nhân viên sản xuất
Các nhân viên điều hành trò chơi, thường xuất hiện trên camera bằng cách tham gia tích cực vào trò chơi hoặc ảnh hưởng đến kết quả của các nhiệm vụ khác nhau.
Điều này bao gồm các nhà quay phim cá nhân (VJ), giám đốc sản xuất (PD), giám đốc sàn (FD), nhà tạo mẫu, nhà điều hành, v.v.
Trưởng nhóm sản xuất, Nam Seung-yong, chịu trách nhiệm sản xuất chương trình, với PD Jo Hyo-jin, Im Hyung-taek và Kim Joo-hyung  chịu trách nhiệm chính về việc chỉ đạo và sản xuất các bản thu của chương trình Từ lúc bắt đầu. Các PD khác đã tham gia chương trình để hỗ trợ khi chương trình chuyển từ một địa điểm duy nhất sang nhiều địa điểm để ghi hình, đặc biệt là Hwang Seon-man và Lee Hwan-jin. FD Go Dong-wan hỗ trợ ghi lại chương trình và được biết đến là người được chiếu trên camera nhiều lần, cũng như giao và hỗ trợ các thành viên trong các nhiệm vụ. Nhà sản xuất Kim Joo-hyung đã rời chương trình kể từ tập 182 khi anh ấy được chỉ định trở lại Inkigayo.
Mỗi thành viên đều có những người quay phim cá nhân của riêng họ, những người chỉ theo dõi họ trong suốt quá trình ghi hình. Những người quay phim đáng chú ý bao gồm Ryu Kwon-ryeol (VJ chính của Yoo Jae-suk), Kim Yoo-seok (VJ chính của Jee Seok-jin), Choi Yoon-sang (cựu VJ chính cho Lee Kwang-soo), Yoon Sung-yong (VJ chính của Haha), Sung Gyu (VJ chính của Song Ji-hyo), Jo Seong-Oh (VJ chính của Gary, giờ là VJ chính của Yang Se-chan), Kim Ki-jin (VJ chính của Kim Jong-kook) và Ji Bong-jo (VJ chính của Jeon So-min).
Vào ngày 19 tháng 11 năm 2014, giám đốc chính của chương trình, Jo Hyo-jin, đã thông báo rời khỏi chương trình sau khi làm việc với các thành viên trong bốn năm.
Vào ngày 20 tháng 3 năm 2016, PD chính của chương trình, Im Hyung-taek rời chương trình (kể từ tập 291) khi anh ấy trở thành nhà sản xuất của Hurry Up, Brother, dẫn đến việc các PD thế hệ mới tiếp quản, đặc biệt là PD Lee Hwan-jin, PD Jung Chul-min và PD Park Yong-woo. FD Go Dong-wan cũng thông báo nghỉ việc qua Instagram của mình.
Vào ngày 3 tháng 7 năm 2016, SBS đã xác nhận sự trở lại của nhà sản xuất Kim Joo-hyung với chương trình.  Cùng tháng đó, có thông tin xác nhận rằng anh ấy sẽ là PD chính mới của chương trình.  Tuy nhiên, mọi chuyện không kéo dài khi PD Kim Joo-hyung thông báo rằng anh ấy sẽ rời chương trình ngay sau đó. Sau đó, PD Lee Hwan-jin đã đảm nhận vị trí PD chính của Running Man cho đến tháng 3 năm 2017. Tính đến tháng 4 năm 2017, PD chính của Running Man là Jung Chul-min.
Vào tháng 7 năm 2018, PD Jung Chul-min đã nghỉ ngơi và PD Lee Hwan-jin tạm thời đảm nhận vai trò PD chính của chương trình. PD Jung Chul-min quay trở lại chương trình như PD chính vào tháng 5 năm 2019.
Vào ngày 5 tháng 2 năm 2020, SBS xác nhận rằng PD Jung Chul-min sẽ rời khỏi chương trình và công ty. PD Choi Bo-pil sẽ đảm nhận vai trò PD chính của chương trình.
Vào cuối tháng 7 năm 2022, sau hơn 2 năm dẫn dắt, PD Choi Bo-pil đã rời chương trình vì lí do cá nhân. PD Choi Hyung-in là nữ PD chính đầu tiên sẽ lên đảm nhận dẫn dắt thay thế bắt đầu từ tháng 8 năm 2022.

## Danh sách khách mời

### Danh sách khách mời
Bài chi tiết: Danh sách khách mời tham gia Running man

### Khách mời xuất hiện nhiều nhất
Trong quá trình chạy, một số khách mời thỉnh thoảng được giới thiệu hoặc mời tham dự chương trình. Danh sách sau đây là những khách mời xuất hiện thường xuyên nhất tính đến ngày 11 tháng 4 năm 2021.
| Thứ hạng | Tên            | Số tập | Các tập                                                                            | Nghề nghiệp            |
| -------- | -------------- | ------ | ---------------------------------------------------------------------------------- | ---------------------- |
| 1        | Kang Han-na    | 21     | 343, 380, 392–396, 399–400, 406–408, 426–427, 476–477, 480, 486, 490–491, 509, 702 | Nữ diễn viên           |
| 2        | Hong Jin-young | 20     | 205, 221, 266, 299, 356–357, 392–396, 399–400, 406–408, 439, 442, 469, 499         | Ca sỹ                  |
| 3        | Lee Sang-yeob  | 16     | 381, 390–396, 399–400, 406–408, 415, 453, 509                                      | Diễn viên              |
| 4        | Jo Se-ho       | 15     | 305, 360–361, 367–368, 374–375, 499, 510, 550, 594, 606- 607, 630, 654             | Diễn viên hài          |
| 5        | Yoon Bo-mi     | 14     | 202–203, 255, 344, 372, 458–459, 467–469, 500, 529-530, 611                        | Thành viên của Apink   |
| 5        | Son Na-eun     | 14     | 162, 202–203, 356–357, 360–361, 424, 458–459, 467–469                              | Thành viên của Apink   |
| 7        | Jung Yong-hwa  | 12     | 7, 11, 17, 35–36, 72–73, 104, 127, 129, 186, 242                                   | Thành viên của CNBLUE  |
| 7        | Heo Kyung-hwan | 12     | 202–203, 339, 390–392, 477–478, 483–484, 490–491                                   | Diễn viên hài          |
| 7        | Lee Da-hee     | 12     | 388–389, 392–396, 399–400, 406–408                                                 | Nữ diễn viên           |
| 10       | Nichkhun       | 11     | 4–5, 19, 40, 50–51, 104, 195, 248, 256, 306                                        | Thành viên của 2PM     |
| 11       | Seungri        | 9      | 30, 84–85, 163, 190, 250, 416–417, 436                                             | Cựu thành viên BIGBANG |
| 11       | Park Ji-sung   | 9      | 96–97, 152–154, 199–200, 283–284                                                   | Cựu cầu thủ bóng đá    |

## Danh sách tập

### Tổng quan
| Năm | Năm  | Số tập | Ngày phát sóng    | Ngày phát sóng     |
| Năm | Năm  | Số tập | Phát sóng lần đầu | Phát sóng lần cuối |
| --- | ---- | ------ | ----------------- | ------------------ |
|     | 2010 | 23     | 11/07/2010        | 26/12/2010         |
|     | 2011 | 51     | 02/01/2011        | 25/12/2011         |
|     | 2012 | 52     | 01/01/2012        | 30/12/2012         |
|     | 2013 | 52     | 06/01/2013        | 29/12/2013         |
|     | 2014 | 49     | 05/01/2014        | 28/12/2014         |
|     | 2015 | 52     | 04/01/2015        | 27/12/2015         |
|     | 2016 | 52     | 03/01/2016        | 25/12/2016         |
|     | 2017 | 52     | 01/01/2017        | 31/12/2017         |
|     | 2018 | 49     | 07/01/2018        | 30/12/2018         |
|     | 2019 | 52     | 06/01/2019        | 29/12/2019         |
|     | 2020 | 52     | 05/01/2020        | 27/12/2020         |
|     | 2021 | 50     | 03/01/2021        | 26/12/2021         |
|     | 2022 | 49     | 02/01/2022        | 25/12/2022         |
|     | 2023 | TBC    | 01/01/2023        |                    |

### Danh sách chi tiết
- Danh sách tập của Running Man (2010) (Tập 1–23)
- Danh sách tập của Running Man (2011) (Tập 24–74)
- Danh sách tập của Running Man (2012) (Tập 75–126)
- Danh sách tập của Running Man (2013) (Tập 127–178)
- Danh sách tập của Running Man (2014) (Tập 179–227)
- Danh sách tập của Running Man (2015) (Tập 228–279)
- Danh sách tập của Running Man (2016) (Tập 280–331)
- Danh sách tập của Running Man (2017) (Tập 332–383)
- Danh sách tập của Running Man (2018) (Tập 384–432)
- Danh sách tập của Running Man (2019) (Tập 433–483)
- Danh sách tập của Running Man (2020) (Tập 484–535)
- Danh sách tập của Running Man (2021) (Tập 536–585)
- Danh sách tập của Running Man (2022) (Tập 586-634)
- Danh sách tập của Running Man (2023) (Tập 635-)

## Các tác phẩm khác

### Phiên bản khác của Running Man

#### Spin-off
Outrun by Running Man là loạt phim phụ chính thức đầu tiên của chương trình dài tập, với sự góp mặt của dàn diễn viên ban đầu là Haha, Jee Seok-jin và Kim Jong-kook. Chương trình được công chiếu vào ngày 12 tháng 11 năm 2021 và có sẵn để phát trực tuyến trên nền tảng Disney+.

### Hoạt hình

#### Nội dung phim
Chuyện phim kể về 7 nhân vật được chọn ra từ 7 bộ tộc, cùng nhau tham dự giải đấu tranh cúp vô địch Running Man do hoàng tử Công Vàng tổ chức lần thứ 100. Đó là linh dương Pala của bộ tộc Empa, khỉ Gai của bộ tộc Gai, mèo Miyo của tộc Nanya, hoàng tử Lonky của bộ tộc Hươu cao cổ, chim cánh cụt Popo của bộ tộc Peng, châu chấu Liu của bộ tộc côn trùng và siêu chiến binh hổ Kuga của bộ tộc Bars. Phần thưởng dành cho người chiến thắng là Cây Linh hồn, đem về vinh hiển cho bộ tộc.
Cây Linh hồn, cội nguồn vĩ đại của chủng tộc chúng ta. Nhưng đối với sức mạnh tối thượng của nó và bởi những kẻ mù quáng trí óc của nó, nó cũng trở thành nguyên nhân thảm khốc dẫn đến những cuộc chiến không hồi kết giữa các bộ tộc. Bị tra tấn bởi những đau đớn của các cuộc chiến tranh, các thủ lĩnh của các bộ lạc cuối cùng đã đi đến một thỏa thuận hòa bình mà thay vào đó họ sẽ mở một cuộc thi. Người chơi, được trang bị đồng hồ và khiên đặc biệt, thi đấu với nhau như bộ tộc của người chiến thắng sẽ được trao tặng Materion, trái thiêng liêng của Cây Linh hồn. Những người chơi dũng cảm, những người đã ném mình trong cuộc chiến khốc liệt này, chúng tôi gọi họ là Running Man.
7 nhân vật hoạt hình đều có tính cách và ngoại hình giống hệt với các thành viên Running Man ngoài đời thực và mỗi nhân vật này đều có những kỹ năng đặc biệt khác nhau, như hổ Kuga là một cao thủ võ thuật, có thể hạ knock-out bất kỳ đối thủ nào, hoàng tử Lonky sẵn sàng bán đứng mọi người để sống sót...

#### Phát hành
Vào ngày 14 tháng 6 năm 2017, đã có thông báo rằng "Running Man" sẽ được chuyển thể thành một chương trình hoạt hình kéo dài nửa giờ. Nó sẽ có bảy thành viên ban đầu, bao gồm cả cựu thành viên Gary, trong hình dạng động vật.  Chương trình sẽ có 24 tập và EXO-CBX sẽ cung cấp bài hát chủ đề cho chương trình. Ngoài ra, chương trình hoạt hình sẽ là chương trình đầu tiên được phát sóng bằng UHD ở Hàn Quốc.  Vào ngày 11 tháng 8 năm 2018, chương trình hoạt hình đã được công chiếu lần đầu trên Cartoon Network ở Đông Nam Á dưới dạng lồng tiếng Anh.
Vào ngày 5 tháng 12 năm 2018, loạt phim hoạt hình "Running Man, 2018" đã được công chiếu tại các rạp.  Vào ngày 19 tháng 12 năm 2020, một bộ phim hoạt hình, ban đầu là bản xem trước sáu tập của phần mới, đã được công chiếu lần đầu trên Cartoon Network ở Đông Nam Á dưới dạng lồng tiếng Anh với tựa đề "Running Man: The Thử thách cuối cùng ".

### Truyện tranh
Vào tháng 3 năm 2013, một cuốn truyện tranh chuyển thể từ bộ truyện đã được xuất bản. Loạt phim có tựa đề "Running Man: Làm cách nào để tìm ra thần tượng bị bắt cóc?", được viết bởi Hong Yong-hoon và được minh họa bởi Kim Moon-shik. Cuốn truyện tranh dành cho trẻ em, được phát hành vào ngày 25 tháng 3 năm 2013.

### Nhạc

#### Kịch
Vào ngày 30 và 31 tháng 3 năm 2019, một vở kịch có tựa đề "The Musical Running Man" đã được biểu diễn tại Hội trường Công dân Busan.

#### Đĩa nhạc
Kết hợp với năm thứ 9 của chương trình, họ đã tổ chức fan-meeting đầu tiên tại Hàn Quốc. Trong buổi họp fan (Running Man Fan-meeting: Project Running 9) họ hợp tác với các ca sĩ nổi tiếng để ra các sản phẩm âm nhạc. Ngày 22 tháng 9 năm 2019, họ chính thức phát hành album nhạc trên tất cả các cổng thông tin âm nhạc lớn của Hàn Quốc.
| STT              | Tiêu đề                                       | Nghệ sĩ | Thời lượng |
| ---------------- | --------------------------------------------- | --- | ---------- |
| 1.               | "HOLLYWOOD"                                   | Super-X (슈퍼 -X) (Yoo Jae-suk và Haha)                                                                                         | 3:08       |
| 2.               | "BUỔI TIỆC"                                   | Pink Nose Light (핑 코빛) (Jee Seok-jin, Lee Kwang-soo và Apink)                                                                | 3:06       |
| 3.               | "Bonjour, Hi" (ft. Yoon Mi-rae) (봉주르 하이) | Hyo Chan Park (효찬 공원) (Song Ji-hyo, Yang Se-chan, Code Kunst và Nucksal)                                                    | 3:15       |
| 4.               | "Confession of Your Love" (이제 나와라 고백)  | JeonSoran và Yoo Jae-suk (전 소란 과 유재석) (Yoo Jae-suk, Jeon So-min và SORAN)                                                | 4:03       |
| 5.               | "Raise your voice"                            | F-Killer (Haha, Kim Jong-kook và Gummy)                                                                                         | 3:25       |
| 6.               | "I Like It" (좋아)                            | Running Man (런닝 맨) (Yoo Jae-suk, Haha, Jee Seok-jin, Kim Jong-kook, Lee Kwang-soo, Song Ji-hyo, Jeon So-min và Yang Se-chan) | 4:03       |
| Tổng thời lượng: | Tổng thời lượng:                              | Tổng thời lượng: | 21:00      |

## Tranh cãi

### Sự ra đi của Gary
Vào tháng 9 năm 2012, Gary đã đưa ra một thông báo bất ngờ trên mạng xã hội về ý định rời khỏi chương trình. Người ta tin rằng ý định của anh ấy xuất phát từ những lời chỉ trích gần đây liên quan đến "Super 7 Concert" mà công ty của anh ấy, Leessang Company, đang sản xuất. Gary quyết định chịu trách nhiệm về sự thất bại của nó bằng cách từ chức khỏi bất kỳ hoạt động nào. Do đó, nhân viên sản xuất Running Man và các thành viên đã quyết định hoãn lịch quay của họ vào ngày 24–25 tháng 9 năm 2012 để thuyết phục anh ấy ở lại chương trình.  Một tuần sau, Gary chính thức xin lỗi do tranh cãi mà anh ấy tạo ra và xác nhận quyết định vẫn là thành viên của chương trình.
Vào năm 2016, Gary một lần nữa thông báo rằng anh ấy sẽ rời Running Man vì lý do tập trung chính cho sự nghiệp âm nhạc. Điều này khiến Running Man phải tếp tục với đội hình 6 thành viên trong vài tháng trước khi tuyển chọn hai thành viên mới, Yang Se Chan và Jeon So Min.  Gary trở lại vào tập 336 với tư cách là một khách mời bất ngờ.

### Đề xuất phần 2
Cuối năm 2016, đài SBS quyết định chỉ giữ lại 4 thành viên là Yoo Jae-suk, Jee Seok-jin, Lee Kwang-soo và Haha, và mời Kang Ho-dong để thực hiện Running Man mùa thứ hai.
Báo chí đã đưa tin Song Ji-hyo và Kim Jong-kook sẽ rút khỏi chương trình. Sau đó đại diện của 2 thành viên đã lên tiếng rằng họ không hề biết về vụ việc này. Song Ji-hyo chỉ biết mình bị yêu cầu rời chương trình khi tin tức đã lên mặt báo. Cách chia tay này làm Kim Jong-kook và Song Ji-hyo tổn thương cũng như 4 thành viên khác bối rối và khó xử. Sự việc đã gây nên làn sóng phẫn nộ từ người hâm mộ.
Đội ngũ chương trình cùng với 6 thành viên Running Man đã có một cuộc họp và đưa ra quyết định không thực hiện Running Man mùa 2 mà sẽ kết thúc chương trình với số tập là 340 với 6 thành viên.
Người đứng đầu trụ sở chính của SBS - Nam Seung-yong, ông là người đã tạo ra "Running Man" vào năm 2010, đã gặp gỡ và có những buổi trò chuyện sâu sắc với các thành viên từ đầu năm cho đến tận thời gian gần đây. Thông qua những cuộc trò chuyện thân tình này, ông đã gửi lời xin lỗi đến các thành viên rất nhiều lần về sự cố đã xảy ra trong quá trình cải tổ show thực tế, và cả sáu thành viên đã đồng ý tiếp tục ở lại gắn bó với chương trình".

### Mô tả về Đài Loan
Trong một tập được phát sóng vào ngày 7 tháng 12 năm 2020, chương trình đã miêu tả Trung Quốc và Đài Loan là hai quốc gia riêng biệt khi chơi cờ tỷ phú, điều này gây ra sự phẫn nộ và kêu gọi tẩy chay ở Trung Quốc.